# Museo Judío de Viena
El Museo Judío de Viena (en alemán: Jüdisches Museum Wien) es un museo de historia, cultura y religión judía en Viena, Austria.
Considerado el museo judío más prominente de Austria y uno de los más destacados de Europa, cuenta con dos ubicaciones, una en el Palais Eskeles en la Innere Stadt, y la otra en la Judenplatz (Plaza de los judíos). Tanto las exhibiciones como el intensivo programa de actividades se centran en la cultura judía, tanto histórica como contemporánea, de la judería austríaca en general y la vienesa en particular.
En 2018, el museo recibió unos 133 000 visitantes, y ha sido considerado desde su renovación una de las atracciones culturales de la ciudad.

## Historia
El primer museo judío de la ciudad de Viena se inauguró en 1896 de la mano de la Sociedad para la Colección y Conservación de Monumentos Artísticos e Históricos de la Judería (Gesellschaft für Sammlung und Konservierung von Kunst- und historischen Denkmälern des Judentums). Siendo el primer museo judío del mundo de estas características, sus colecciones se enfocaban en la historia y cultura de los judíos del Imperio austrohúngaro, especialmente de Viena y Galitzia, con una colección de la región de Palestina que reflejaba el debate político en torno al sionismo de la época.
 

El museo cambió de sede en varias ocasiones durante sus primeros años, estableciéndose en la escuela Talmud Torá de Viena en 1913. Tras el Anschluss, el museo fue clausurado por la administración nazi y sus contenidos distribuidos entre el Museo de Etnología (Museum für Völkerkunde), el Museo de Historia Natural (Naturhistorisches Museum Wien) y algunos otros repositorios. Como otras instituciones de la era nazi, el Museo de Historia Natural utilizó las piezas adquiridas para diseñar una exhibición antisemita llamada Las Propiedades Físicas y Espirituales de los Judíos. Tras la guerra, y más concretamente a comienzos de la década de 1950, la mayor parte de las piezas fueron devueltas a la Comunidad Judía de Viena (Israelitische Kultusgemeinde Wien), y el resto en los años 1990.

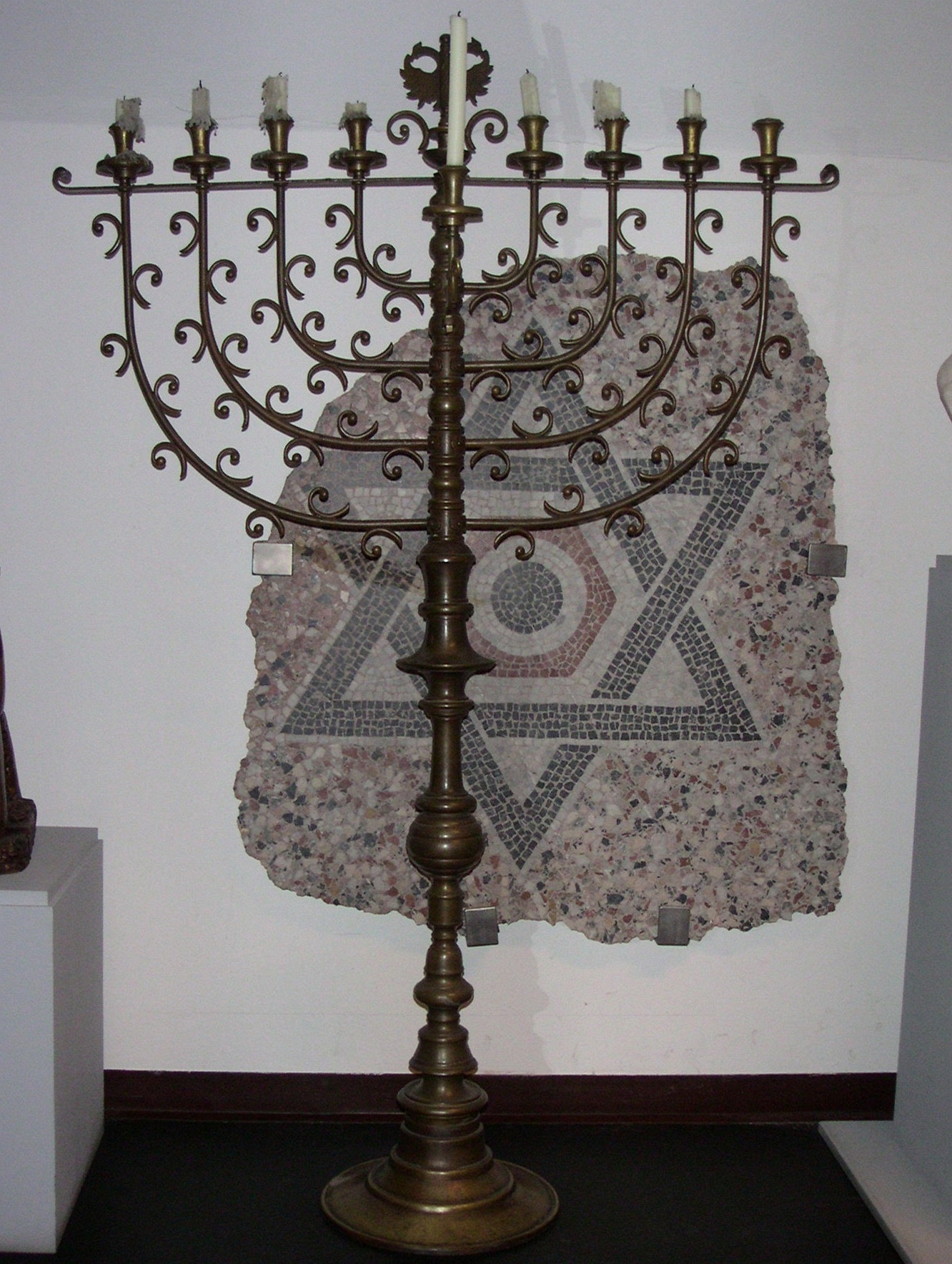
Januquiá en el Museo Judío de Viena

La intención de la comunidad judía fue restablecer el museo original, todavía sin contemplar exhibiciones relacionadas con el Holocausto. A finales de 1964 se abrió con este fin un pequeño museo en el Desider-Friedmann-Hof, al lado de la Judengasse (Paseo de la Judería). No habiendo conseguido acaparar la atención del público, aquel museo cerró al cabo de tres años. 
En 1986, se anunció en Nueva York durante la exhibición internacional Viena 1900: Arte, Arquitectura y Diseño la fundación de un nuevo y moderno museo judío en Viena. El anuncio fue hecho por el entonces alcalde de la ciudad austríaca, Helmut Zilk, que formaba parte del comité de la fundación del museo, junto con personalidades como Leonard Bernstein y representantes de las autoridades austríacas, de la ciudad de Viena, de la comunidad judía vienesa y de la Filarmónica de Viena.
El Museo Judío de Viena abrió sus puertas en 1988 como entidad privada bajo la dirección del director de orquesta Christian Cap, concediendo la gestión tanto del museo como de la Colección Max Berger a la comunidad judía. Dicha colección es considerada una de las más importantes colecciones de judaica del mundo, con artículos procedentes sobre todo de los territorios bajo la Monarquía de los Habsburgo. Max Berger fue un judío germano-polaco superviviente del Holocausto, quien se asentó en Viena a principio de los años 1950, donde hasta su muerte en 1988 consiguió reunir alrededor de 10 000 objetos en una gran colección, cuya mayor parte fue adquirida por la ciudad de Viena y posteriormente cedida al museo.
En 1993 se incorporó otra parte importante del inventario del museo cuando el coleccionista austríaco Martin Schlaff donó al museo su gran colección sobre antisemitismo, con unas 5000 piezas de casi medio milenio de historia (1490 a 1946).

## Nuestra Ciudad! La Viena judía hasta la actualidad
Una de las exhibiciones más prominentes del museo es la titulada «Nuestra Ciudad! La Viena judía hasta la actualidad» (Unsere Stadt! Jüdisches Wien bis heute), inaugurada en noviembre de 2013. La exhibición repasa la historia de los judíos vieneses como pieza clave de la vida cultural, financiera y espiritual de la capital austríaca, con especial énfasis en las últimas siete décadas (a partir del fin de la Segunda Guerra Mundial) y la lenta pero persistente recuperación cultural de la diezmada judería del país.